# Caterina d'Aviz
Caterina d'Aviz oppure Caterina d'Aviz e Trastámara. Caterina anche in catalano, Catarina in portoghese, in asturiano, in galiziano e in aragonese, Catalina in spagnolo,Katalina in basco, Catherine in inglese e in francese, Katharina in tedesco e Catharina in fiammingo (Lisbona, 26 novembre 1436 – Lisbona, 17 giugno 1463) fu una principessa della casa reale portoghese, avviata alla vita religiosa, che, uscita di convento, fu fidanzata all'erede al trono di Navarra, che dopo la rottura del fidanzamento, rientrò in convento e si fece suora.

## Origine[1][2][3]
Era l'ottava figlia del re del Portogallo e dell'Algarve, Edoardo d'Aviz e di Eleonora di Trastámara (1402-1445), figlia del re della corona d'Aragona e di Sicilia, Ferdinando I e di Eleonora d'Alburquerque (1374 - 1435), figlia dell'infante Sancho di Castiglia, Conte di Alburquerque e di Beatrice del Portogallo.
Sua sorella Eleonora del Portogallo (1434-1467), sposò l'imperatore del Sacro Romano Impero, Federico III.

## Biografia
Caterina, fin da giovane, venne destinata alla vita religiosa, entrando nel convento di Santa Chiara di Lisbona.
In seguito, quando Caterina era circa dodicenne, la politica del fratello, Alfonso V, re dal 1338, che da poco aveva assunto la guida del regno del Portogallo, in quanto divenuto maggiorenne, la rese oggetto di trattative matrimoniali con il cugino, il principe di Viana, Carlo, che pur essendo il titolare del trono di Navarra, aveva dovuto cedere il titolo a suo padre, il principe di Castiglia e León e d'Aragona, duca di Peñafiel e futuro re, della corona d'Aragona e di Sicilia, Giovanni (figlio terzogenito del principe di Castiglia e León, e re della corona d'Aragona e di Sicilia, Ferdinando e di Eleonora d'Alburquerque).
 Carlo, principe di Viana, nella primavera del 1448, era rimasto vedovo della moglie, Agnese di Kleve (1422-1448),.
Ma, nel corso delle trattative, il rapporto tra Carlo ed il padre Giovanni si guastò. Questa situazione determinò l'interruzione della trattativa, con conseguente rottura del fidanzamento.
A seguito della rottura del fidanzamento, prima delle nozze (soprattutto prima di aver raggiunto un accordo tra le parti), Caterina venne di nuovo inviata nel convento di Santa Chiara di Lisbona, dove, prendendo i voti, divenne suora e, data la sua notevole cultura fu autrice e traduttrice di molte opere sulla moralità e sulla religione.
Caterina morì in quel convento all'età di ventisei anni e fu sepolta nella chiesa di Sant'Eligio, sempre a Lisbona.

## Figli[1][2][3][8][11][12]
Da nessuna fonte risulta che Caterina abbia avuto figli.

## Ascendenza
|                           |                         |                                            | Genitori                                 |  |  | Nonni |  |  | Bisnonni                |  |  | Trisnonni                 |  |
|                           |                         |                                            |                                          |  |  |       |  |  | Pietro I del Portogallo |  |  | Alfonso IV del Portogallo |  |
|                           |                         |                                            |                                          |  |  |       |  |  | Pietro I del Portogallo |  |  | Alfonso IV del Portogallo |  |
|                           |                         | Beatrice di Castiglia                      |                                          |  |  |       |  |  | Pietro I del Portogallo |  |  |                           |  |
| Giovanni I del Portogallo |                         |                                            |                                          |  |  |       |  |  | Pietro I del Portogallo |  |  |                           |  |
|                           |                         | Teresa Lourenço                            | Lourenço Martins                         |  |  |       |  |  |                         |  |  |                           |  |
|                           |                         | Teresa Lourenço                            | Lourenço Martins                         |  |  |       |  |  |                         |  |  |                           |  |
|                           |                         | Teresa Lourenço                            | Sancha Martins                           |  |  |       |  |  |                         |  |  |                           |  |
| Edoardo del Portogallo    |                         | Teresa Lourenço                            |                                          |  |  |       |  |  |                         |  |  |                           |  |
|                           |                         | Giovanni Plantageneto, I duca di Lancaster | Edoardo III d'Inghilterra                |  |  |       |  |  |                         |  |  |                           |  |
|                           |                         | Giovanni Plantageneto, I duca di Lancaster | Edoardo III d'Inghilterra                |  |  |       |  |  |                         |  |  |                           |  |
|                           |                         | Giovanni Plantageneto, I duca di Lancaster | Filippa di Hainaut                       |  |  |       |  |  |                         |  |  |                           |  |
| Filippa di Lancaster      |                         | Giovanni Plantageneto, I duca di Lancaster |                                          |  |  |       |  |  |                         |  |  |                           |  |
|                           |                         | Bianca di Lancaster                        | Enrico Plantageneto, I duca di Lancaster |  |  |       |  |  |                         |  |  |                           |  |
|                           |                         | Bianca di Lancaster                        | Enrico Plantageneto, I duca di Lancaster |  |  |       |  |  |                         |  |  |                           |  |
|                           |                         | Bianca di Lancaster                        | Isabella di Beaumont                     |  |  |       |  |  |                         |  |  |                           |  |
| Caterina d'Aviz           |                         | Bianca di Lancaster                        |                                          |  |  |       |  |  |                         |  |  |                           |  |
|                           | Giovanni I di Castiglia | Enrico II di Castiglia                     |                                          |  |  |       |  |  |                         |  |  |                           |  |
|                           | Giovanni I di Castiglia | Enrico II di Castiglia                     |                                          |  |  |       |  |  |                         |  |  |                           |  |
|                           | Giovanni I di Castiglia | Giovanna Manuele                           |                                          |  |  |       |  |  |                         |  |  |                           |  |
| Ferdinando I di Aragona   | Giovanni I di Castiglia |                                            |                                          |  |  |       |  |  |                         |  |  |                           |  |
|                           |                         | Eleonora d'Aragona (1358-1382)             | Pietro IV di Aragona                     |  |  |       |  |  |                         |  |  |                           |  |
|                           |                         | Eleonora d'Aragona (1358-1382)             | Pietro IV di Aragona                     |  |  |       |  |  |                         |  |  |                           |  |
|                           |                         | Eleonora d'Aragona (1358-1382)             | Eleonora di Sicilia                      |  |  |       |  |  |                         |  |  |                           |  |
| Eleonora di Trastámara    |                         | Eleonora d'Aragona (1358-1382)             |                                          |  |  |       |  |  |                         |  |  |                           |  |
|                           |                         | Sancho d'Alburquerque                      | Alfonso XI di Castiglia                  |  |  |       |  |  |                         |  |  |                           |  |
|                           |                         | Sancho d'Alburquerque                      | Alfonso XI di Castiglia                  |  |  |       |  |  |                         |  |  |                           |  |
|                           |                         | Sancho d'Alburquerque                      | Eleonora di Guzmán                       |  |  |       |  |  |                         |  |  |                           |  |
| Eleonora d'Alburquerque   |                         | Sancho d'Alburquerque                      |                                          |  |  |       |  |  |                         |  |  |                           |  |
|                           |                         | Beatrice del Portogallo                    | Pietro I del Portogallo                  |  |  |       |  |  |                         |  |  |                           |  |
|                           |                         | Beatrice del Portogallo                    | Pietro I del Portogallo                  |  |  |       |  |  |                         |  |  |                           |  |
|                           |                         | Beatrice del Portogallo                    | Inés de Castro                           |  |  |       |  |  |                         |  |  |                           |  |
|                           |                         | Beatrice del Portogallo                    |                                          |  |  |       |  |  |                         |  |  |                           |  |